# 塔茲勒烏鄉
46°43′N 26°28′E / 46.717°N 26.467°E
塔茲勒烏鄉（羅馬尼亞語：Tazlău, Neamț），是羅馬尼亞的鄉份，位於該國東北部，由尼亞姆茨縣負責管轄，面積178平方公里，海拔高度427米，2007年人口2,996，人口密度每平方公里17人。